# Typton australis
Typton australis är en kräftdjursart som beskrevs av Bruce 1973. Typton australis ingår i släktet Typton och familjen Palaemonidae. Inga underarter finns listade i Catalogue of Life.